# Regierung Costello II
Die Regierung Costello II war die 7. Regierung der Republik Irland, sie amtierte vom 2. Juni 1954 bis zum 20. März 1957.
Nachdem die Fianna Fáil Regierung bei der Parlamentswahl am 14. Mai 1954 keine Mehrheit erringen konnte, wurde eine Koalitionsregierung aus Fine Gael (FG), Labour Party (ILP) und Clann na Talmhan (CnT) gebildet. Der Fine-Gael-Vorsitzende John A. Costello wurde am 2. Juni 1954 vom Dáil Éireann (Unterhaus des irischen Parlaments) mit 79 gegen 66 Stimmen zum Taoiseach (Ministerpräsident) gewählt. Der Regierungschef, die Minister und die parlamentarischen Sekretäre wurden am selben Tag von Staatspräsidenten Seán Ó Ceallaigh ernannt. Bei der Parlamentswahl am 5. März 1957 verlor die Regierung ihre Mehrheit und wurde von einer Fianna-Faíl-Regierung abgelöst.

## Zusammensetzung
| Minister                                                                 | Minister            | Minister | Minister         | Minister | Minister         |
| Amt                                                                      | Name                | Partei   | Amtszeit         | Amtszeit | Amtszeit         |
| ------------------------------------------------------------------------ | ------------------- | -------- | ---------------- | -------- | ---------------- |
| Taoiseach (Ministerpräsident)                                            | John A. Costello    | FG       | 2. Juni 1954     | –        | 20. März 1957    |
| Tánaiste (Vizeministerpräsident)                                         | William Norton      | ILP      | 2. Juni 1954     | –        | 20. März 1957    |
| Außenminister                                                            | Liam Cosgrave       | FG       | 2. Juni 1954     | –        | 20. März 1957    |
| Bildungsminister                                                         | Richard Mulcahy     | FG       | 2. Juni 1954     | –        | 20. März 1957    |
| Finanzminister                                                           | Gerard Sweetman     | FG       | 2. Juni 1954     | –        | 20. März 1957    |
| Minister für die Gaeltacht                                               | Richard Mulcahy     | FG       | 2. Juli 1956     | –        | 24. Oktober 1956 |
| Minister für die Gaeltacht                                               | Patrick Lindsay     | FG       | 24. Oktober 1956 | –        | 20. März 1957    |
| Gesundheitsminister                                                      | Thomas F. O’Higgins | FG       | 2. Juni 1954     | –        | 20. März 1957    |
| Minister für Industrie und Handel                                        | William Norton      | ILP      | 2. Juni 1954     | –        | 20. März 1957    |
| Justizminister                                                           | James Everett       | ILP      | 2. Juni 1954     | –        | 20. März 1957    |
| Landminister                                                             | Joseph Blowick      | CnT      | 2. Juni 1954     | –        | 20. März 1957    |
| Landwirtschaftsminister                                                  | James Dillon        | FG       | 2. Juni 1954     | –        | 20. März 1957    |
| Minister für lokale Verwaltung                                           | Patrick O’Donnell   | FG       | 2. Juni 1954     | –        | 20. März 1957    |
| Minister für Post und Telegraphie                                        | Michael Keyes       | ILP      | 2. Juni 1954     | –        | 20. März 1957    |
| Sozialminister                                                           | Brendan Corish      | ILP      | 2. Juni 1954     | –        | 20. März 1957    |
| Verteidigungsminister                                                    | Seán Mac Eoin       | FG       | 2. Juni 1954     | –        | 20. März 1957    |
| Staatssekretäre                                                          |                     |          |                  |          |                  |
| Amt                                                                      | Name                | Partei   | Amtszeit         | Amtszeit | Amtszeit         |
| Parlamentarischer Sekretär beim Taoiseach und beim Verteidigungsminister | Denis J. O’Sullivan | FG       | 2. Juni 1954     | –        | 20. März 1957    |
| Parlamentarischer Sekretär bei der Regierung                             | John O’Donovan      | FG       | 2. Juni 1954     | –        | 20. März 1957    |
| Parlamentarischer Sekretär beim Bildungsminister                         | Patrick Lindsay     | FG       | 2. Juni 1954     | –        | 24. Oktober 1956 |
| Parlamentarischer Sekretär beim Finanzminister                           | Michael Donnellan   | CnT      | 2. Juni 1954     | –        | 20. März 1957    |
| Parlamentarischer Sekretär beim Minister für die Gaeltacht               | Patrick Lindsay     | FG       | 2. Juni 1954     | –        | 24. Oktober 1956 |
| Parlamentarischer Sekretär beim Minister für Industrie und Handel        | Patrick Crotty      | FG       | 2. Juni 1954     | –        | 20. März 1957    |
| Parlamentarischer Sekretär beim Landwirtschaftsminister                  | Oliver J. Flanagan  | FG       | 2. Juni 1954     | –        | 20. März 1957    |
| Parlamentarischer Sekretär beim Minister für lokale Verwaltung           | William Davin       | ILP      | 2. Juni 1954     | –        | 01. März 1956    |
| Parlamentarischer Sekretär beim Minister für lokale Verwaltung           | Dan Spring          | ILP      | 16. März 1956    | –        | 20. März 1957    |

## Umbesetzungen
Der parlamentarische Sekretär beim Minister für lokale Verwaltung, William Davin, starb am 1. März 1956. Zu seinem Nachfolger wurde am 16. März 1956 Dan Spring ernannt.
Am 2. Juli 1956 wurde ein neues Ministerium für die Gaeltacht geschaffen. Die Leitung übernahm Bildungsminister Richard Mulcahy, parlamentarischer Sekretär wurde Patrick Lindsay. Am 24. Oktober 1956 wurde Lindsay Minister für die Gaeltacht.